# The dB's
The DB's són un grup pioner del power pop i jangle pop nord-americà amb llur màxima anomenada a la fi dels anys 1970 i durant la dècada dels 1980. Els membres de la banda són Peter Holsapple, Chris Stamey, Will Rigby i Gene Holder. Mentre que els membres són tots de Winston-Salem, Carolina del Nord, el grup es va formar a la ciutat de Nova York en 1978.

## Discografia
Àlbums d'estudi
- Stands for Decibels (Albion Records 1981)
- Repercussion (Albion 1982)
- Like This (Bearsville Records 1984)
- The Sound of Music (I.R.S. Records 1987)
- Falling Off the Sky (Bar/None 2012)

Recopilacions
- Ride the Wild Tom-Tom (Rhino Records 1993)
- Paris Avenue (Monkey Hill Records 1994)